# 副帶腭魚
副帶腭魚，為輻鰭魚綱鱸形目南極魚亞目淵龍鰧科的其中一種，分布於南冰洋海域，屬深海魚類，棲息深度5-270公尺，體長可達59公分，為底棲性魚類，屬肉食性，以魚類及磷蝦為食。